# Финансовый риск
Фина́нсовый риск — риск, связанный с вероятностью потерь финансовых ресурсов (денежных средств).
Финансовые риски возникли одновременно с появлением денежного обращения и с возникновением различного рода денежных отношений: инвестор — эмитент, кредитор — заёмщик, продавец — покупатель, экспортёр — импортёр и других. Финансовые риски являются неотъемлемой составляющей предпринимательской деятельности в условиях рынка. Адам Смит, исследуя и анализируя природу предпринимательской прибыли, выделял в структуре предпринимательского дохода такую составляющую как «плата за риск» в виде возмещения возможного убытка, связанного с предпринимательской деятельностью.

## Классификация финансовых рисков
Финансовые риски подразделяются на три вида:
1. Pиски, связанные с покупательной способностью денег;
2. Pиски, связанные с вложением капитала (инвестиционные риски);
3. Pиски, связанные с формой организации хозяйственной деятельности организации.

### Риски, связанные с покупательной способностью денег
К рискам, связанным с покупательной способностью денег, относят:
- инфляционные и дефляционные риски;
- валютные риски;
- риски ликвидности.

Инфляционный риск связан с возможностью обесценения денег (реальной стоимости капитала) и снижением реальных денежных доходов и прибыли из-за инфляции. Инфляционные риски действуют:
- с одной стороны, в направлении более быстрого роста стоимости используемых в производстве сырья, комплектующих изделий по сравнению с ростом стоимости готовой продукции;
- с другой стороны, готовая продукция предприятия может подорожать быстрее, чем аналогичная продукция конкурентов, что приведёт к необходимости снижения цен и соответственно потерям.

Дефляционный риск — это риск того, что с ростом дефляции цены снижаются, что приводит к ухудшению экономических условий предпринимательства и снижения доходов.
Под валютным риском понимается опасность неблагоприятного снижения курса валюты. Экспортёр несёт убытки при повышении курса национальной валюты по отношению к валюте платежа, так как он получит меньшую реальную стоимость. Для импортёра валютные риски возникают, если повысится курс валюты цены по отношению к валюте платежа.
Риски ликвидности — это риски, связанные с возможностью потерь при реализации ценных бумаг или других товаров из-за изменения оценки их качества и потребительской стоимости.

### Риски, связанные с вложением капитала
Инвестиционный риск выражает возможность возникновения финансовых потерь в процессе реализации инвестиционного проекта. Различают реальные инвестиции и портфельные инвестиции. Соответственно, различают и виды инвестиционного риска:
- риск реального инвестирования;
- риск финансового инвестирования (портфельный риск);
- риск инновационного инвестирования.

Риск снижения доходности включает следующие разновидности:
- процентные риски;
- кредитные риски.

Под процентным риском понимается опасность потерь финансово-кредитными организациями (коммерческими банками, кредитными учреждениями, инвестиционными институтами) в результате превышения процентных ставок по привлекаемым средствам, над ставками по предоставленным кредитам. К процентным рискам относятся также риски потерь, которые могут понести инвесторы в связи с ростом рыночной процентной ставки. Рост рыночной процентной ставки ведёт к понижению курсовой стоимости ценных бумаг, особенно облигаций с фиксированным процентом. Эмитент также несёт процентный риск, выпуская в обращение среднесрочные и долгосрочные ценные бумаги с фиксированным процентом. Риск обусловлен возможным снижением рыночной процентной ставки по сравнению с фиксированным уровнем.
Кредитный риск связан с вероятностью неуплаты (задержки выплат) заёмщиком кредитору основного долга и процентов.

### Риски, связанные с организацией хозяйственной деятельности
К рискам, связанным с организацией хозяйственной деятельности, относятся:
- риски коммерческого кредита;
- оборотные риски.

Коммерческий кредит предполагает разрыв во времени между оплатой и поступлением товара, услуги. Коммерческий кредит предоставляется в виде аванса, предварительной оплаты, отсрочки и рассрочки оплаты товаров, работ или услуг. При коммерческом кредите существует риск неполучения товара, услуги при предоплате или авансе, либо риск неполучения оплаты при отсрочке и рассрочке оплаты за поставленный товар, услугу.
Под оборотным риском понимается вероятность дефицита финансовых ресурсов в течение срока регулярного оборота: при постоянной скорости реализации продукции у предприятия могут возникать разные по скорости обороты финансовых ресурсов. К оборотным рискам также могут быть отнесены операционные риски и расчётный риск.

## Методы оценки финансовых рисков
Существует два взаимно дополняющих друг друга вида оценки рисков — качественный и количественный.
Качественный анализ включает в себя также методологический подход к количественной оценке приемлемого уровня риска.
Количественную оценку риска, то есть численное определение размеров отдельных рисков и риска портфеля в целом обычно производят на основе методов математической статистики. Сложность их применения заключается в недостаточности и недоступности накопленной статистической информации.
Качественная оценка рисков проводится в несколько этапов:
1. Выявляются факторы, которые влияют на рост и/или уменьшение конкретных видов риска. Эти факторы являются базой для дальнейшего анализа рисков;
2. Определяется система показателей оценки риска, которая должна отвечать требованиям адекватности, комплексности, динамичности, объективности, а также допускать пополнение и развитие;
3. Устанавливаются потенциальные области риска: мероприятия, операции, виды работ, при выполнении которых может возникнуть неопределенность в получении положительного результата;
4. Идентифицируются все возможные риски, то есть определение возможных рисков в результате данного действия либо бездействия.

На описываемом предварительном этапе организации управления риском важнейшим моментом является его анализ. При этом определяются факторы риска, которые можно классифицировать по различным критериям и признакам, например, по степени влияния, по характеру воздействия на риск, по степени управляемости, по источнику возникновения.

## Управление финансовыми рисками
Процесс управления финансовыми рисками может быть разбит на шесть последовательных стадий:
1. Определение цели;
2. Выяснение риска;
3. Оценка риска;
4. Выбор метода управления риском из 4-х: избегания, принятия, переноса, и предотвращения;
5. Осуществление управления;
6. Подведение результатов